# Wirkungs-Winkelkoordinaten
Wirkungs-Winkelkoordinaten, auch Wirkungs-Winkelvariablen, sind ein Satz kanonisch-konjugierter Koordinaten, mit denen sich Berechnungen für ein dynamisches System vereinfachen lassen. Mit der Transformation zu Wirkungs-Winkelkoordinaten lassen sich Eigenfrequenzen von Oszillatoren bestimmen, ohne die Bewegungsgleichungen des Systems lösen zu müssen.
Wirkungs-Winkelkoordinaten eignen sich besonders, wenn die Gleichungen des Hamilton-Jacobi-Formalismus durch Trennung der Veränderlichen lösbar sind. Die Hamilton-Funktion hängt dann nicht explizit von der Zeit ab, sodass die Gesamtenergie des Systems erhalten ist.
Die Wirkungs-Winkelkoordinaten definieren invariante Tori im Phasenraum. Ihre Oberflächen sind Flächen konstanter Wirkung.

## Anwendungsgebiete
Nach den Quantisierungsbedingungen für das Bohr-sommerfeldsches Atommodell muss die Wirkung ein ganzzahliges Vielfaches der Planck-Konstante betragen, und auch in der modernen Quantenmechanik lassen sich Schwierigkeiten, nicht-integrable Systeme zu quantisieren, durch Wirkungs-Winkelkoordinaten ausdrücken.
Wirkungs-Winkelkoordinaten sind ebenfalls nützlich in der Störungstheorie der Hamiltonschen Mechanik, besonders um adiabatische Invarianten zu bestimmen. Eines der ersten Ergebnisse der Chaostheorie für nichtlineare Störungen dynamischer Systeme ist das KAM-Theorem, welches Aussagen über die Stabilität der o. g. invarianten Tori trifft.
Wirkungs-Winkelkoordinaten werden für die Lösung des Toda-Gitters, die Definition von Lax-Paaren, oder die Idee der isospektralen Entwicklung von Systemen gebraucht.

## Definition und Herleitung
Die Wirkungswinkel {\displaystyle {\vec {w}}} lassen sich herleiten durch eine kanonische Transformation zweiter Art, bei der die erzeugende Funktion die zeitunabhängige charakteristische Hamiltonfunktion {\displaystyle W({\vec {q}})} ist, (nicht die Hamiltonsche Wirkungsfunktion {\displaystyle S}). Da die ursprüngliche Hamiltonfunktion {\displaystyle H({\vec {q}},{\vec {p}})} nicht explizit von der Zeit abhängt, ist die neue Hamiltonfunktion {\displaystyle K({\vec {w}},{\vec {J}})} nichts Anderes als die alte, in neuen kanonischen Koordinaten ausgedrückt. Die neuen Koordinaten bestehen aus den Wirkungswinkeln {\displaystyle {\vec {w}}}, welche den generalisierten Koordinaten {\displaystyle q} entsprechen, sowie den Koordinaten {\displaystyle {\vec {J}}}, die den generalisierte Impulsen {\displaystyle p} entsprechen. (Die erzeugende Funktion {\displaystyle W} wird hier lediglich benutzt, um die neuen und alten Koordinaten zu verknüpfen, auf die explizite Form soll nicht weiter eingegangen werden.)
Anstatt die Wirkungswinkel direkt zu definieren, ist es einfacher, erst deren generalisierte Impulse {\displaystyle {\vec {J}}} zu bestimmen. Diese sind definiert als
{\displaystyle J_{k}:=\oint p_{k}\,\mathrm {d} q_{k}}
wobei der Integrationsweg implizit  gegeben ist durch die Bedingung konstanter Energie {\displaystyle E=E(q_{k},p_{k})}. Da die tatsächliche Bewegung für die Integration nicht gebraucht wird, sind diese generalisierten Impulse {\displaystyle J_{k}} erhalten, vorausgesetzt die transformierte Hamiltonfunktion {\displaystyle K} hängt nicht von den generalisierten Koordinaten {\displaystyle w_{k}} ab:
{\displaystyle {\frac {\mathrm {d} }{\mathrm {d} t}}J_{k}=0={\frac {\partial K}{\partial w_{k}}}}
wobei
{\displaystyle w_{k}:={\frac {\partial W}{\partial J_{k}}}}
durch die kanonische Transformation gegeben ist. Daher hängt die neue Hamiltonfunktion {\displaystyle K=K({\vec {J}})} nur von den neuen generalisierten Impulsen {\displaystyle {\vec {J}}} ab.

## Eigenschaften
Die Bewegungsgleichungen des Systems in den neuen Koordinaten erhält man durch die Hamiltonschen Gleichungen
{\displaystyle {\frac {\mathrm {d} }{\mathrm {d} t}}w_{k}={\frac {\partial K}{\partial J_{k}}}\equiv \nu _{k}({\vec {J}})}
Da alle {\displaystyle J_{k}} erhalten sind, ist die rechte Seite ebenfalls erhalten. Die Lösung ist daher
{\displaystyle w_{k}=\nu _{k}({\vec {J}})\,t+\beta _{k}}
wobei {\displaystyle \beta _{k}} eine entsprechende Integrationskonstante ist. Insbesondere für eine Oszillation oder eine Kreisbewegung in den ursprünglichen Koordinaten mit Periode {\displaystyle T}, erhält man eine Änderung des Wirkungswinkels {\displaystyle w_{k}} um {\displaystyle \Delta w_{k}=\nu _{k}({\vec {J}})\,T}.
Die {\displaystyle \nu _{k}({\vec {J}})} sind daher die Frequenzen der Schwingung der ursprünglichen Koordinaten {\displaystyle q_{k}}.  Dies lässt sich zeigen durch Integration der Wirkungswinkeländerung über eine Periode in den ursprünglichen Koordinaten {\displaystyle q_{k}}
{\displaystyle \Delta w_{k}\equiv \oint {\frac {\partial w_{k}}{\partial q_{k}}}\,\mathrm {d} q_{k}=\oint {\frac {\partial ^{2}W}{\partial J_{k}\,\partial q_{k}}}\,\mathrm {d} q_{k}={\frac {\mathrm {d} }{\mathrm {d} J_{k}}}\oint {\frac {\partial W}{\partial q_{k}}}\,\mathrm {d} q_{k}={\frac {\mathrm {d} }{\mathrm {d} J_{k}}}\oint p_{k}\,\mathrm {d} q_{k}={\frac {\mathrm {d} J_{k}}{\mathrm {d} J_{k}}}=1}
Setzt man beide Ausdrücke für {\displaystyle \Delta w_{k}} gleich, erhält man die gewünschte Gleichung
{\displaystyle \nu _{k}({\vec {J}})={\frac {1}{T}}}